# Puger Kulon
Puger Kulon is een bestuurslaag in het regentschap Jember van de provincie Oost-Java, Indonesië. Puger Kulon telt 14.730 inwoners (volkstelling 2010).